# Bifurcia
Bifurcia là một chi nhện trong họ Linyphiidae.